# Un Blodymary
Un Blodymary är ett studioalbum av den spanska musikgruppen Las Ketchup. Det gavs ut den 16 maj 2006 och innehåller 10 låtar. Albumet innehåller bland annat låten "Un Blodymary" som Las Ketchup representerade Spanien med i Eurovision Song Contest 2006.

## Låtlista
| Nr  | Titel                  | Längd |
| --- | ---------------------- | ----- |
| 1.  | Un Blodymary           | 3:02  |
| 2.  | Doctora Laser          | 3:24  |
| 3.  | Paparachi              | 3:12  |
| 4.  | Doble Bombo            | 2:51  |
| 5.  | Desafina               | 3:27  |
| 6.  | Se Me Escapo el Maromo | 3:337 |
| 7.  | El Neceser de Mi Paco  | 3:16  |
| 8.  | La Comentarista        | 3:56  |
| 9.  | Alegrias de Mi Tanga   | 1:38  |
| 10. | Imagina                | 3:44  |